# Harris Peak (Grahamland)
Der Harris Peak ist ein 1005 m hoher Berg an der Danco-Küste des Grahamlands auf der Antarktischen Halbinsel. Er ragt an der Basis der Reclus-Halbinsel auf.
Der Falkland Islands Dependencies Survey kartierte ihn anhand von Luftaufnahmen der Hunting Aerosurveys Ltd. aus den Jahren von 1956 bis 1957. Das UK Antarctic Place-Names Committee benannte ihn 1960 nach Leslie Harris, Zimmerer und Gehilfe des FIDS auf der Station auf Danco Island im Jahr 1956, der in dieser Zeit an den Erkundungsreisen des FIDS von dieser Station und vom benachbarten Portal Point aus beteiligt war.